# George Lee
George Washington Custis Lee lub Custis Lee (ur. 16 września 1832 w Fort Monroe, zm. 18 lutego 1913 w Alexandrii) – konfederacki wojskowy podczas wojny secesyjnej, służył jako adiutant prezydenta Jeffersona Davisa; był synem Roberta Lee, którego zastąpił na stanowisku rektora Washington and Lee University w Lexington.

## Życiorys
Lee urodził się w Forcie Monroe. Kształcił się w rozlicznych szkołach z internatem, które miały go przygotować do pójścia w ślady ojca. W młodości uczęszczał do klasycznej szkoły wielebnego George’a A. Smitha oraz szkoły matematycznej Benjamina Hallowella. Przyjęcie do West Point nie obyło się bez kłopotów – Robert E. Lee musiał napisać list do ówczesnego rektora Winfielda Scotta, zaś samej nominacji dokonał Zachary Taylor.

### West Point
Od 1850 do 1854 roku Lee uczęszczał do akademii wojskowej w West Point. Początkowo osiągał doskonałe rezultaty, jednakże pod koniec pierwszego roku został prawie wyrzucony, po tym jak znaleziono alkohol w jego pokoju. Ostatecznie jedynie go ukarano. Podczas trzeciego roku nauki superintendentem szkoły został jego ojciec. Custis ukończył szkołę, jako pierwszy w swojej klasie w 1854 roku; wśród innych alumnów tamtego roku znajdowali się także przyszli generałowie: J.E.B. Stuart, William Dorsey Pender, John Pegram, James Deshler, Horace Randal oraz John Bordenave Villepigue.

### United States Army
Lee, awansowany na brevet podporucznika, został przydzielony do korpusu inżynieryjnego, tak jak jego ojciec wiele lat wcześniej. Służył w Georgii oraz na Florydzie, dosługując się stopnia pełnego podporucznika w 1855. W 1859 awansował na porucznika. U zarania wojny stacjonował w Waszyngtonie, lecz zrezygnował ze służby po secesji Wirginii wiosną 1861 roku, przechodząc na żołd tego stanu.

### Wojna secesyjna
Lee służył w siłach zbrojnych stanu Wirginia do lipca 1861, kiedy awansowano go na kapitana armii Południa. Przez kolejne miesiące pracował w konfederackim korpusie inżynieryjnym, stawiając umocnienia i fortyfikacje w nowej stolicy, Richmond. Pod koniec sierpnia 1861 przyjął stanowisko adiutanta prezydenta Konfederacji Jeffersona Davisa, po czym został awansowany na pułkownika. Lee służył jako adiutant przez kolejne trzy lata; był często wysyłany celem sprawdzenia statusu konkretnych kontyngentów wojskowych, a następnie pisywał raporty dla swojego przełożonego.
Kiedy głównodowodzącym armii Północnej Wirginii został Robert E. Lee, młodszemu z panów Lee przydzielone zostało zadanie nadzorowania inżynierów (pod Drewry’s Bluff w czasie kampanii półwyspowej). W czerwcu 1863 został awansowany na generała brygady, jednakże nie uzyskał dowództwa w polu, z rozkazu prezydenta Davisa. Były od tego odstępstwa – podczas bitwy pod Gettysburgiem Lee zawiadywał obroną Richmondu. W 1864 został mianowany dowódcą lokalnej jednostki obronnej, podczas ofensywy generałów Granta oraz Butlera. Zadanie swe spełnił tak dobrze, iż powierzono mu obronę wschodniej części Richmond w Chaffin's Bluff. W 1864 został mianowany generałem dywizji. Dowodził oddziałami pod Sayler's Creek, gdzie został schwytany, na trzy dni przed kapitulacją w Appomattox Court House.

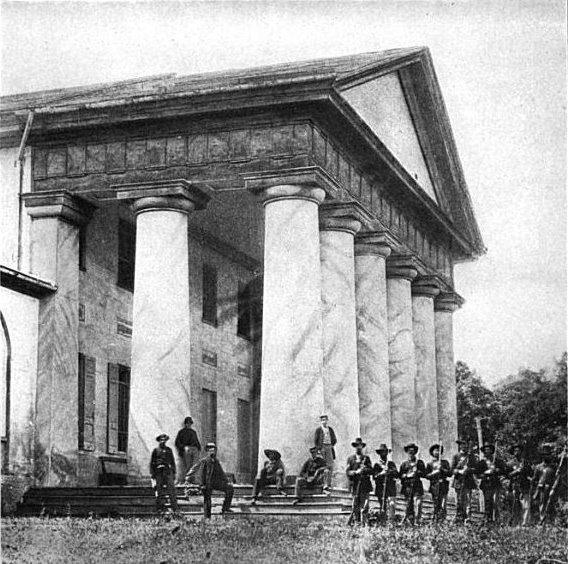
Arlington House podczas wojny secesyjnej, otoczona przez żołnierzy Unii

### Kariera powojenna
Pod koniec roku 1865 rozpoczął pracę jako wykładowca na Virginia Military Institute, które to stanowisko utrzymał do śmierci ojca. W latach 1871 i 1897 służył jako dziewiąty rektor Washington and Lee University Po śmierci ojca w 1877 wytoczył proces, który dotarł aż do Sądu Najwyższego USA, chcąc odzyskać prawa własności do Arlington House. Wygrał w 1882 roku i zakupił dom wraz z 1100 akrami otaczającego terenu. Już rok później sprzedał dom rządowi Stanów Zjednoczonych za 150 000 dolarów, przenosząc się do domu zmarłego brata, Williama Henry’ego Fitzhugh Lee w Ravensworth.
Lee zmarł 18 lutego 1913 roku w Alexandrii i został pochowany w Lee Chapel, pośród członków rodziny.